# AGI Grafiskt Forum
Sign & Print, fram till december 2011 Aktuell Grafisk Information och sedan AGI Grafiskt Forum fram till december 2014, är en tekniktidning utgiven av AGI Media AB i Malmö som vänder sig till alla som publicerar, producerar och distribuerar tryckt information. Tidningens bevakningsområde är (januari 2023) 
- Storformat
- Digitala förpacknings- och etikettryck
- Digitalt tryck på tyg
- Tryckteknik
- Efterbehandling
- Material: papper, plast, tyg, kartong och wellpapp

AGI grundades i Danmark 1969 av Mogens Staffe. Två år senare startade han i Sverige, i samarbete med Eric Saxell. Under förläggaren Peter Olléns ledning (1993–2022) etablerades tidningen i Norge (hopslagen till AGI Norsk Grafisk Tidskrift och numera Sign & Print) och i Finland (ägs numera av Jarkko Hakola och ges ut under namnet Print & Media). I Danmark heter tidningen och nyhetsbreven Sign, Print & Pack. Sedan september 2022 är Claes Nordström chefredaktör.
I Sverige utkommer tidskriften 6 gånger per år med en upplaga på 1 700 exemplar. I Danmark utkommer tidskriften 3 gånger per år och i Norge 2 gånger per år. Varje dag kommer den också som ett nyhetsbrev i respektive Sverige, Norge och Danmark, med drygt 25 000 mottagare.
Vartannat år arrangerar förlaget även Sign, Print & Pack mässor i Sverige, Norge & Danmark.